# Белая болезнь
«Белая болезнь» (чеш. Bílá nemoc) — фантастическая пьеса Карела Чапека, написанная в 1937 году. Сюжет построен вокруг пандемии некоей неизвестной болезни и поиске средства от неё в контексте развёртывания европейской войны.

## Сюжет
В мире бушует эпидемия ранее неизвестной смертельной болезни, называемой «белой болезнью», или «болезнью Ченга» (по фамилии открывшего китайского доктора), которая поражает людей старше 45 лет. Повсюду царит паника. Однако правительство некоей европейской страны во главе с маршалом-диктатором (намёк на нацистскую Германию), несмотря на эпидемию, занято подготовкой к завоевательной войне.
Герой пьесы — доктор Гален (аллюзия на известного римского доктора Галена) изобретает лекарство от этой болезни, но намерен лечить не всех подряд, а только
бедных, для чего требует от пациентов справки о доходах. Он обещает вылечить всех остальных, как только правительство прекратит подготовку к войне. Правительство, стремясь поддерживать общественный порядок, спонсирует бывшего коллегу Галена, который продаёт богатым якобы лекарство от «белой болезни», устраняющее в действительности лишь симптомы заболевания.
Тем временем правительство страны начинает войну, вторгнувшись в соседнюю маленькую страну (аллюзия на Чехословакию). В ответ на это другие европейские страны, включая Великобританию, объявляют войну агрессору. В разгар военной кампании «белой болезнью» заболевает сам маршал-диктатор, он вызывает Галена и требует вылечить себя. Гален требует от него остановить войну. Диктатор сначала пытается переубедить доктора, затем соглашается. Доктор спешит в резиденцию диктатора со своим лекарством, но погибает от рук толпы, настроенной на войну до победного конца.

## Обстоятельства создания

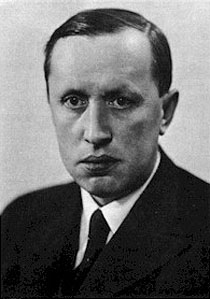
Карел Чапек

Чапек работал над пьесой с марта по декабрь 1936 года, в преддверии Второй мировой войны и предшествовавших ей драматических для Чехословакии событий — Мюнхенского сговора 1938 года и последующей оккупации Чехословакии. Премьера состоялась 29 января 1937 года в Сословном театре в Праге, в том же году пьеса вышла отдельным изданием в издательстве Франтишека Борового, а также была экранизирована чехословацким кинорежиссёром Гуго Гаасом, который сам исполнил главную роль доктора Галена (сюжет фильма несколько отличается от оригинальной пьесы).
Первое представление пьесы высоко оценили такие чешские критики, как Йиндржих Водак, Йозеф Трегер и Вацлав Черны; с другой стороны, правый политический деятель Иржи Стржибрны, а также фашистская Глинкова словацкая народная партия подвергли резкой критике пьесу, назвав её «вредной». Макс Брод предсказал, что пьеса будет иметь успех за рубежом, а Томас Манн послал Чапеку письмо, где дал высокую оценку «Белой болезни». Чапек был позже награждён государственной премией за пьесу. В 1937 году пьеса была поставлена в Лондоне, постановку освещал пацифистский журнал Peace News. Премьера пьесы на иврите состоялась в театре Габима в Тель-Авиве 28 сентября 1938 года, за день до Мюнхенского сговора.
Первый перевод пьесы на русский язык был сделан Тамарой Аксель в 1950 году, пьеса неоднократно переиздавалась на русском языке.